# 長亨邨
長亨邨（英語：Cheung Hang Estate），是香港房屋委員會轄下一個公共屋邨，位於新界青衣島西面，項目編號為TW09，現時由宜居物業管理有限公司負責屋邨管理。

## 簡介

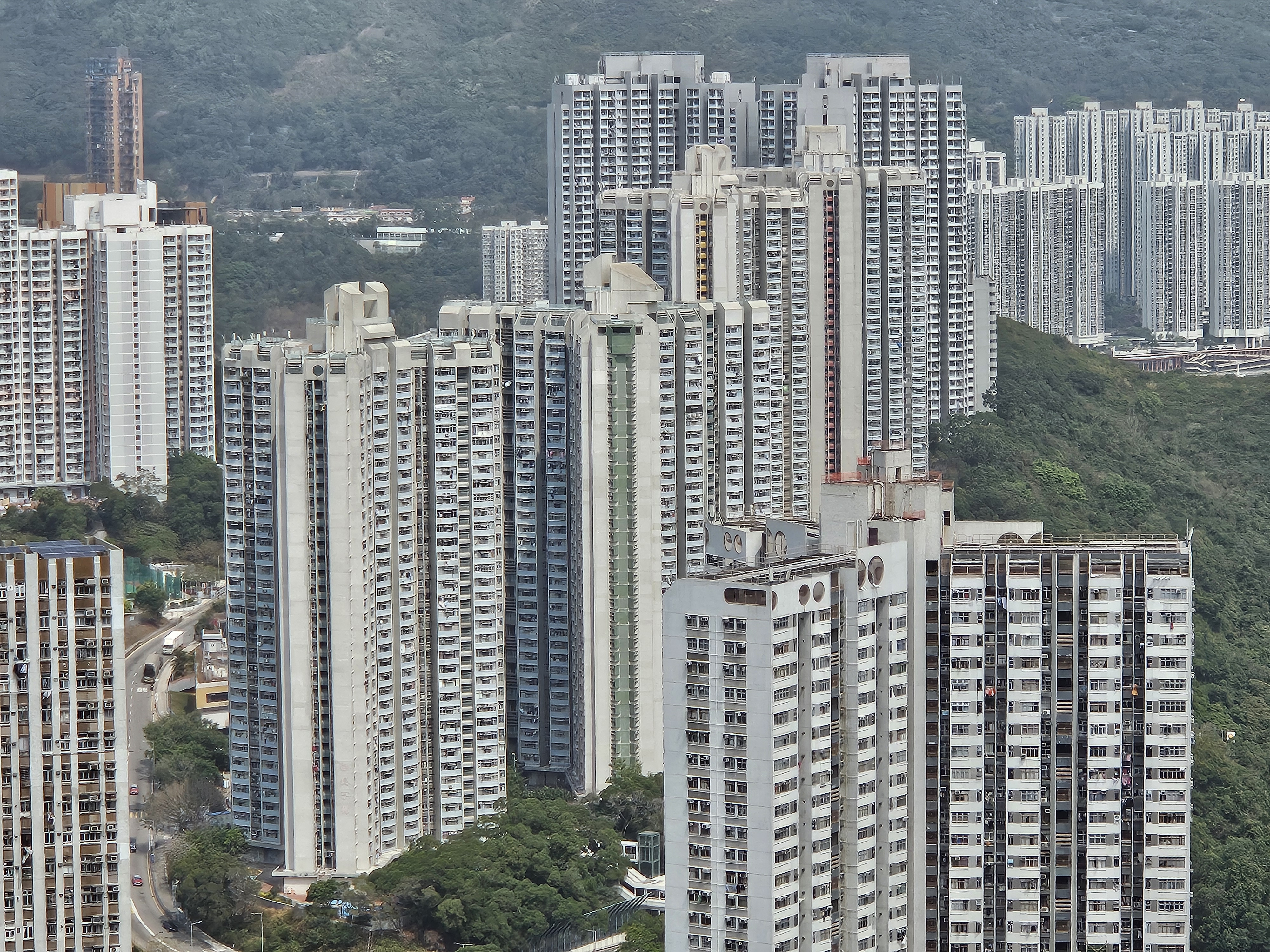
長亨邨（2024年）

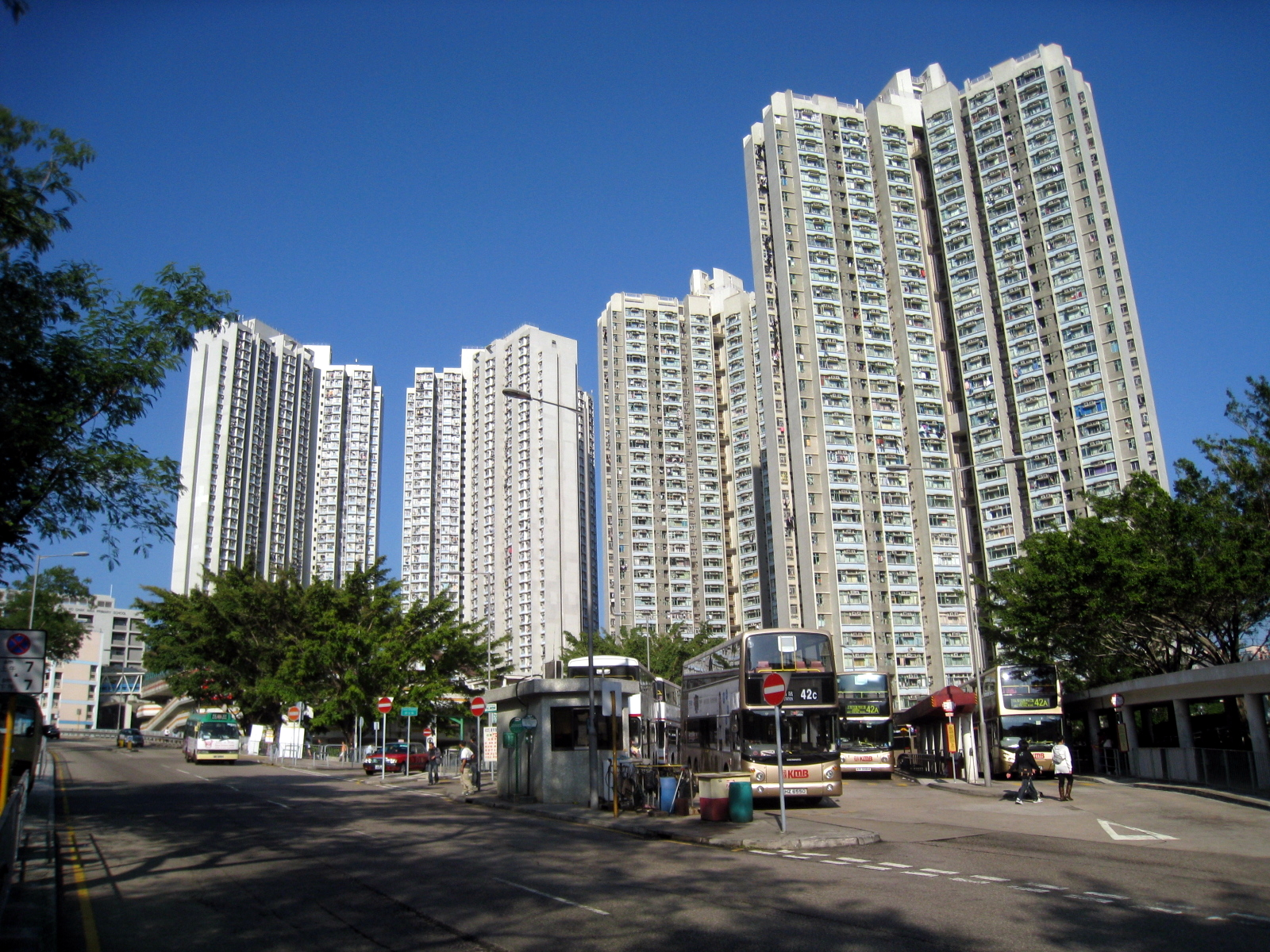
長亨邨其中4座樓宇以及長亨巴士總站（2008年12月）

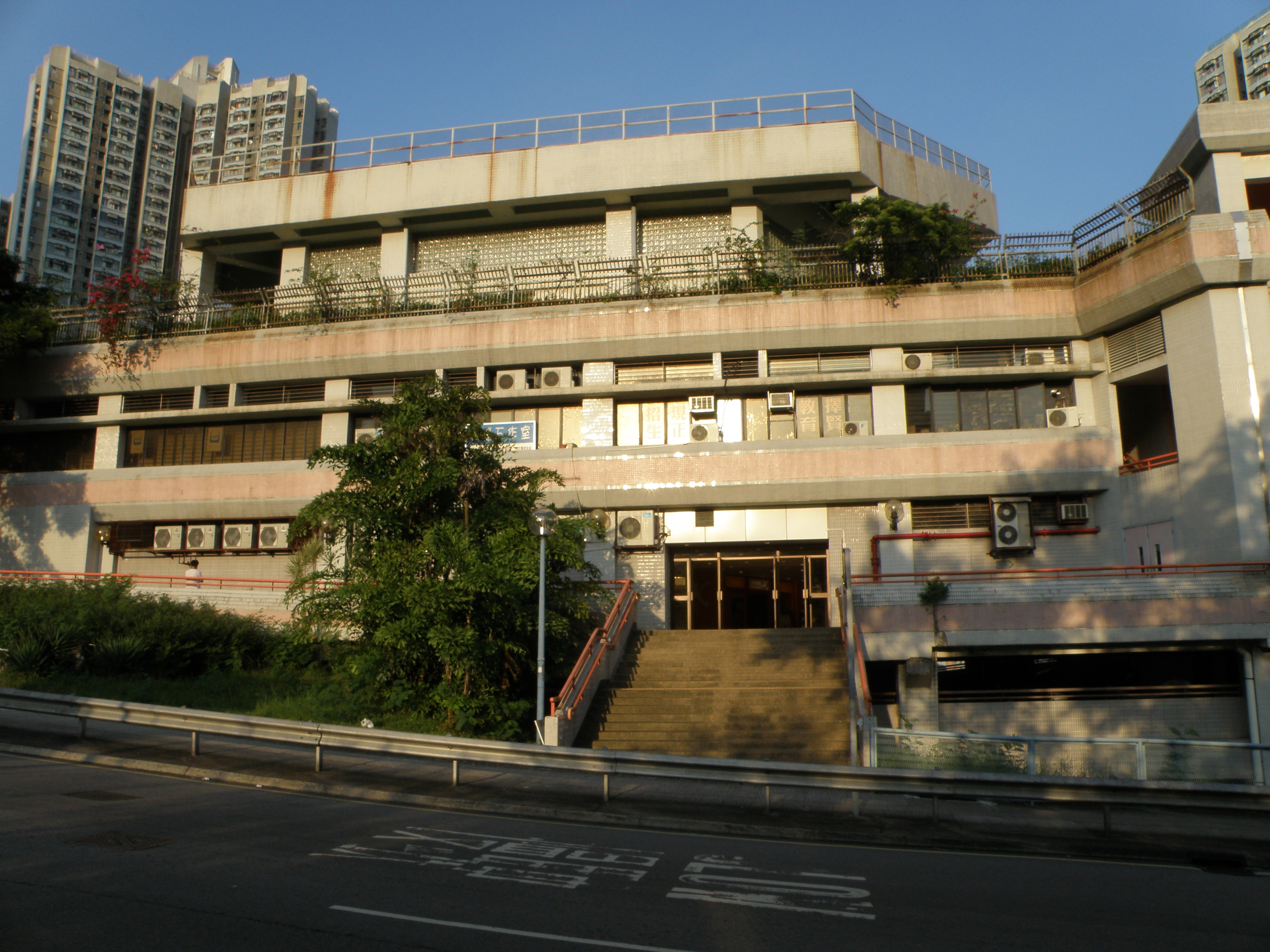
長亨商場

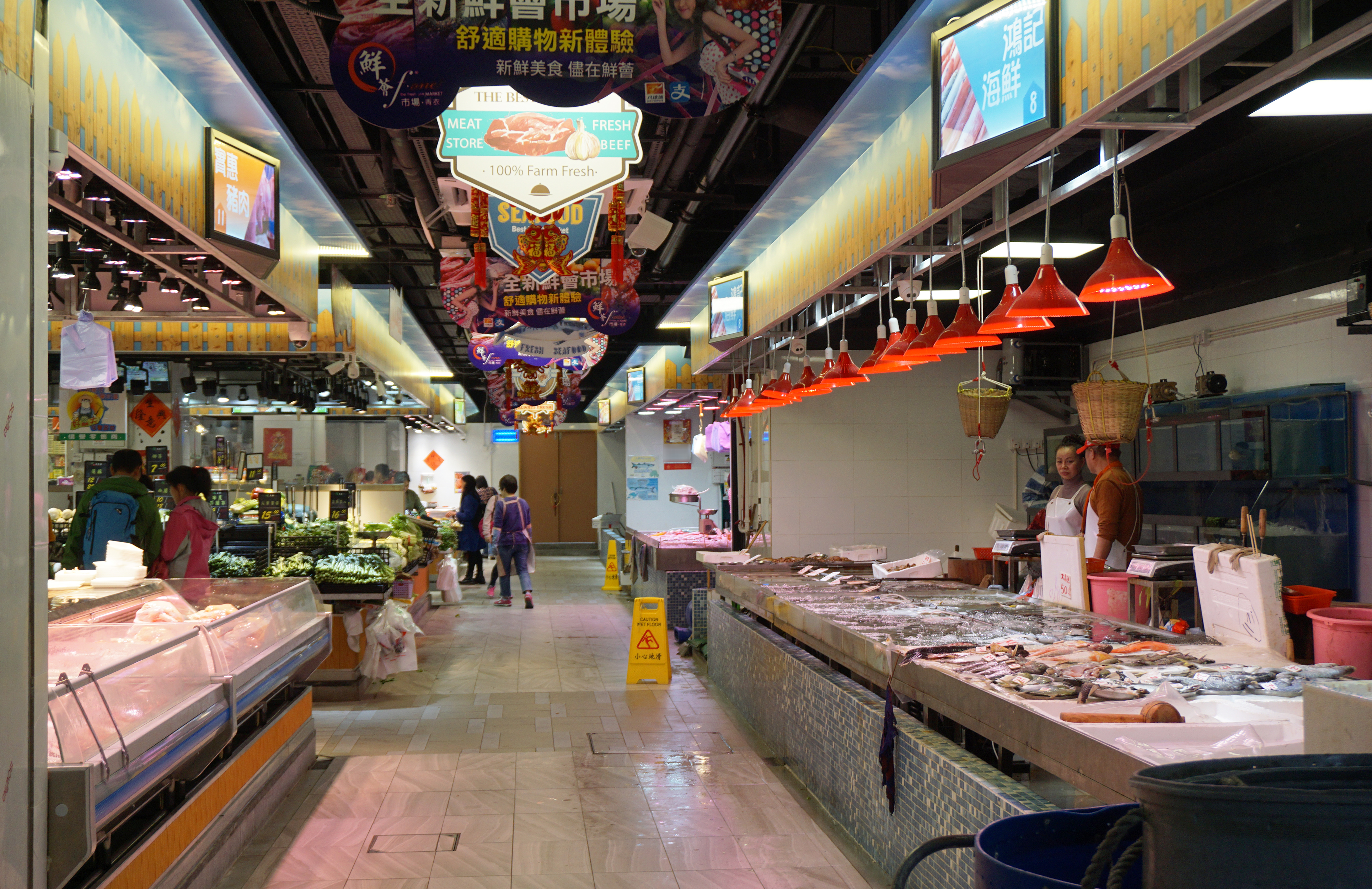
長亨鮮薈市場凍肉、菜及魚檔

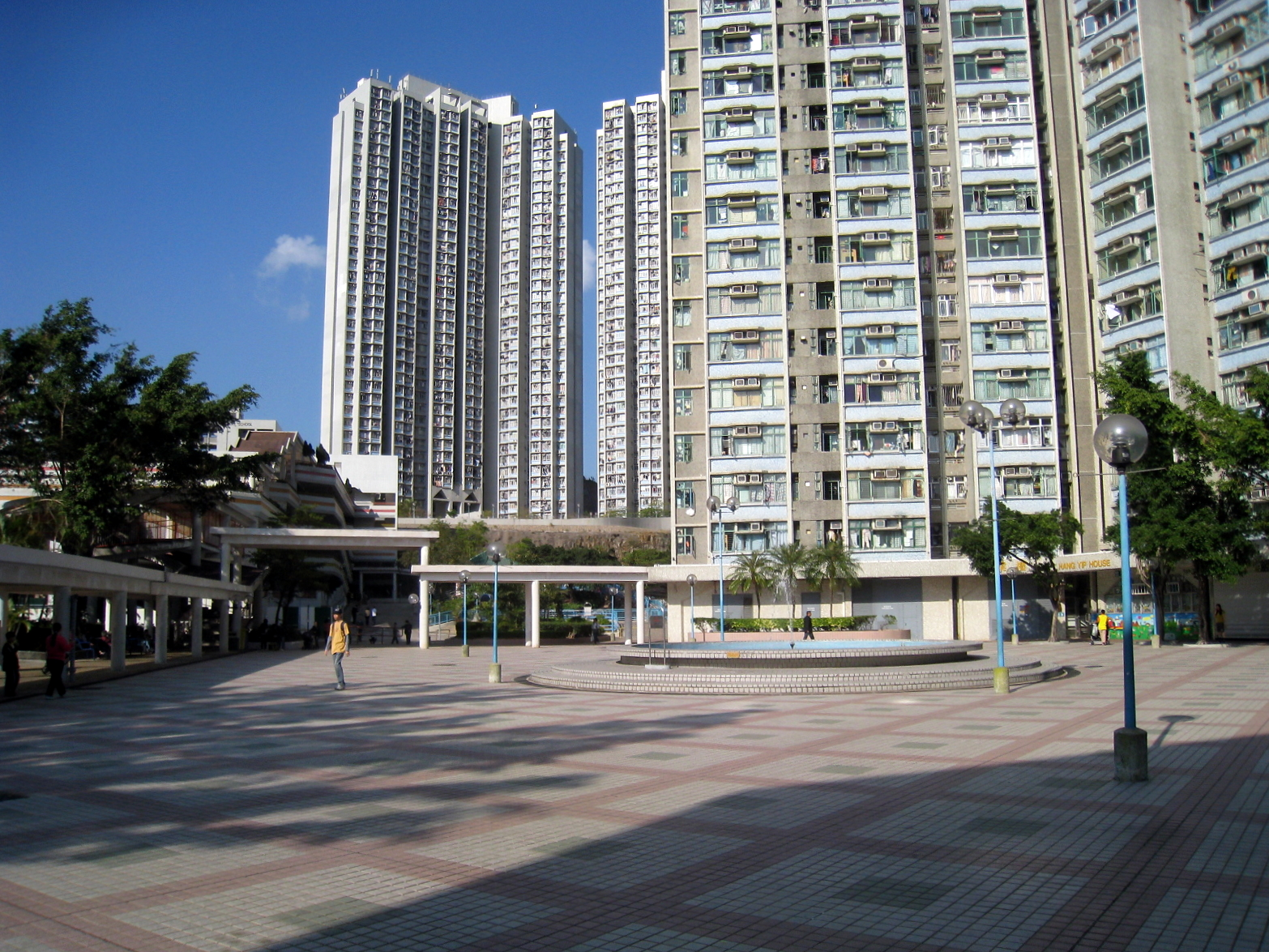
長亨邨入口廣場、有蓋行人通道及噴水池

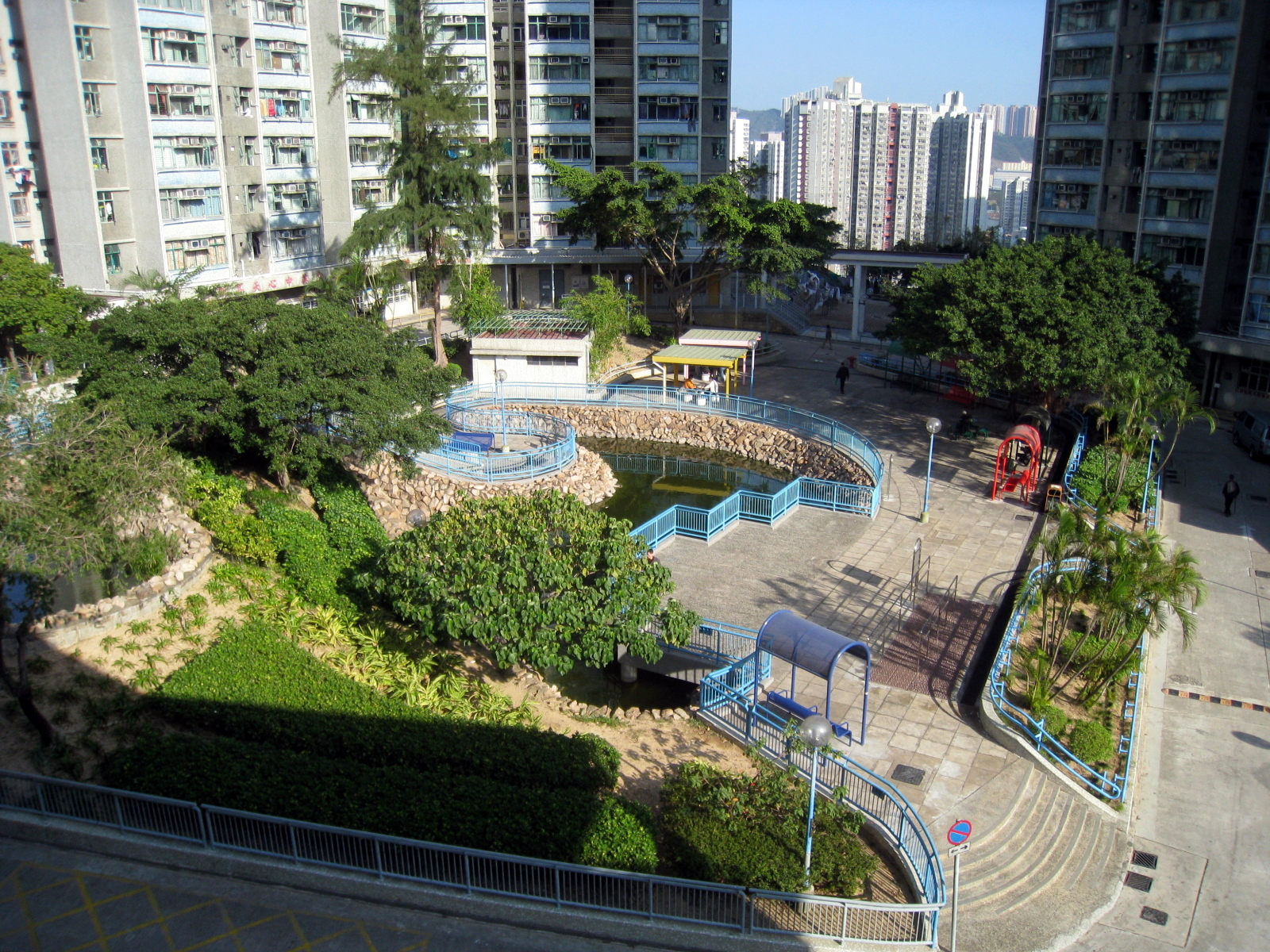
長亨邨內的花園、水池及卵石路步行徑

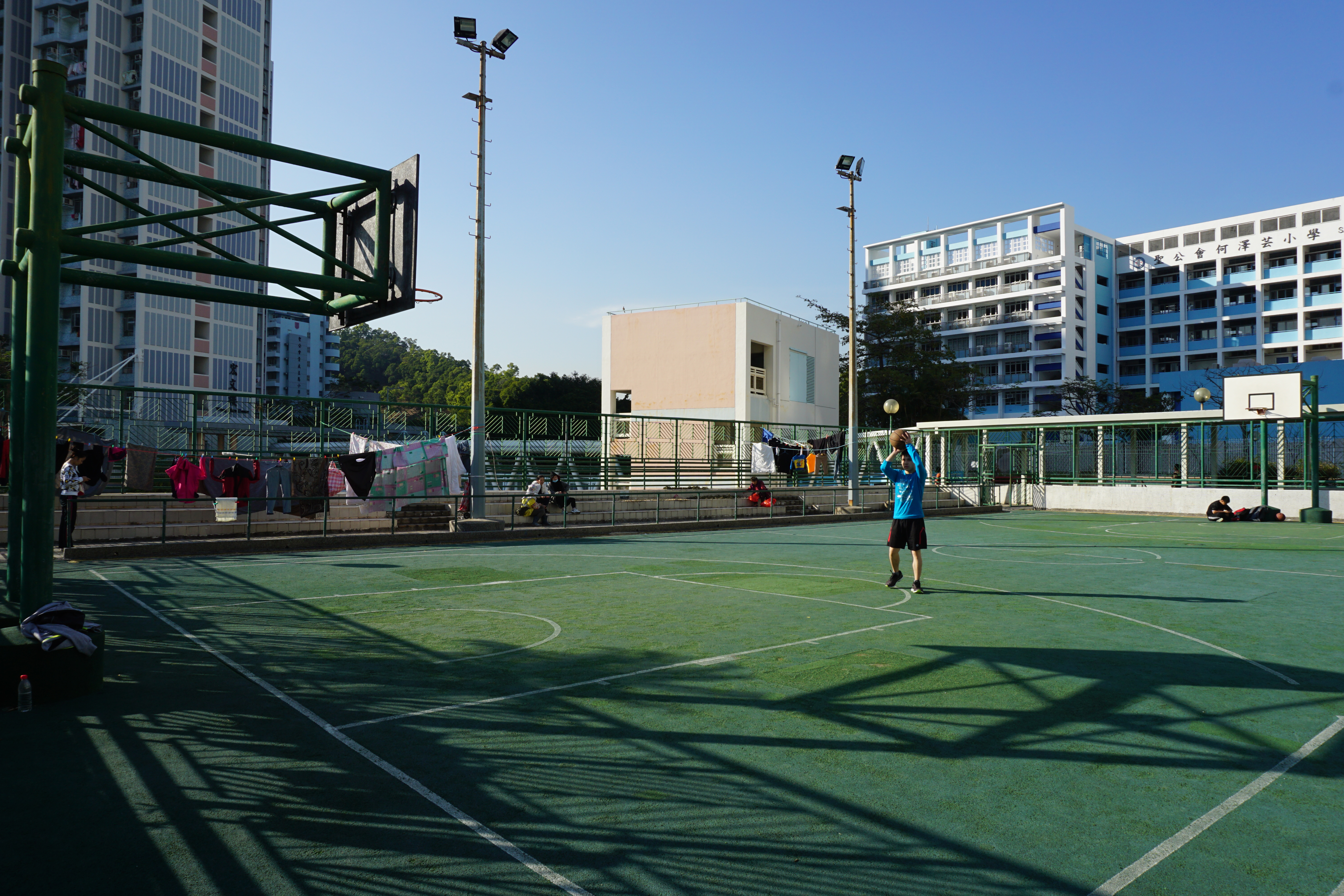
籃球場

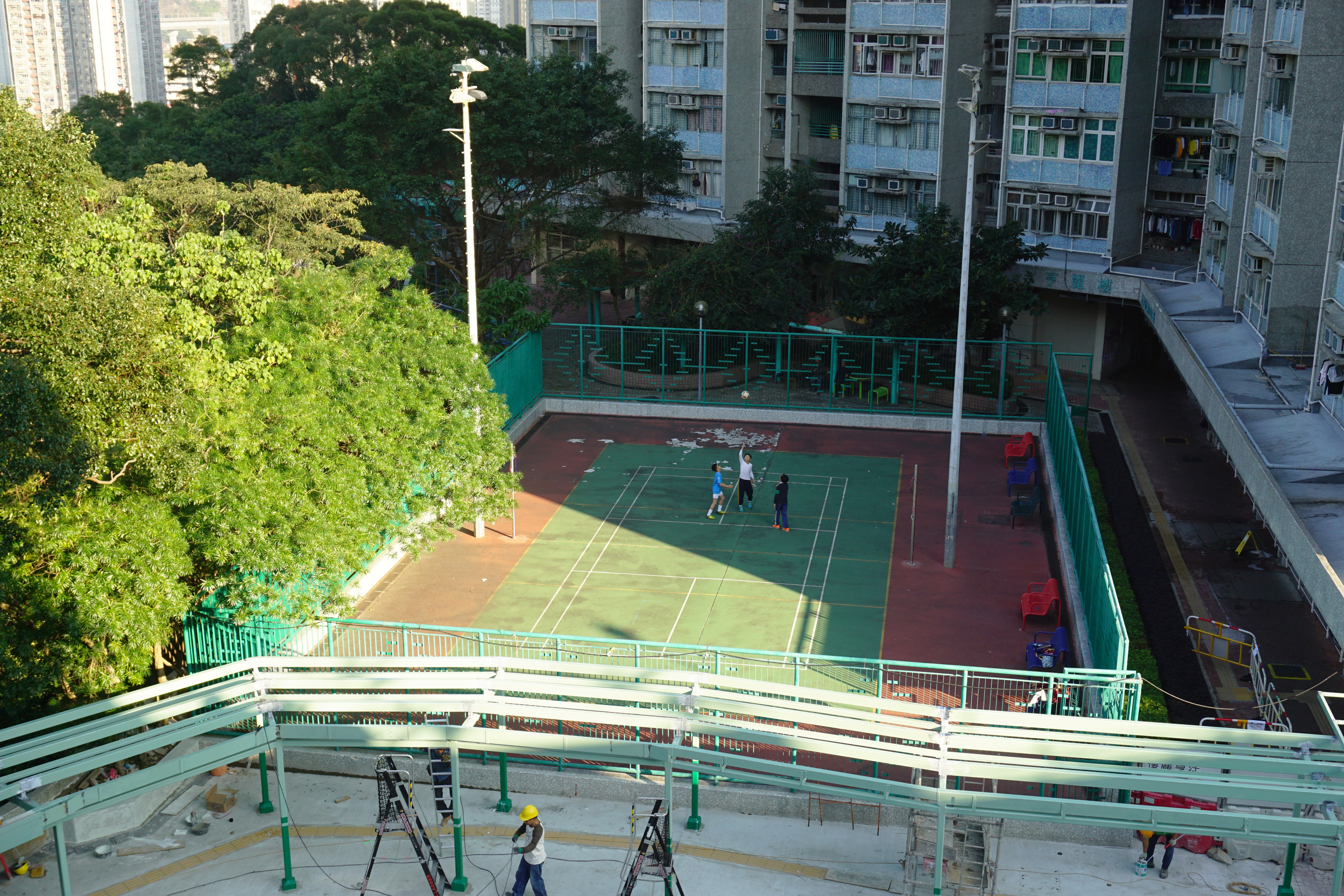
羽毛球場

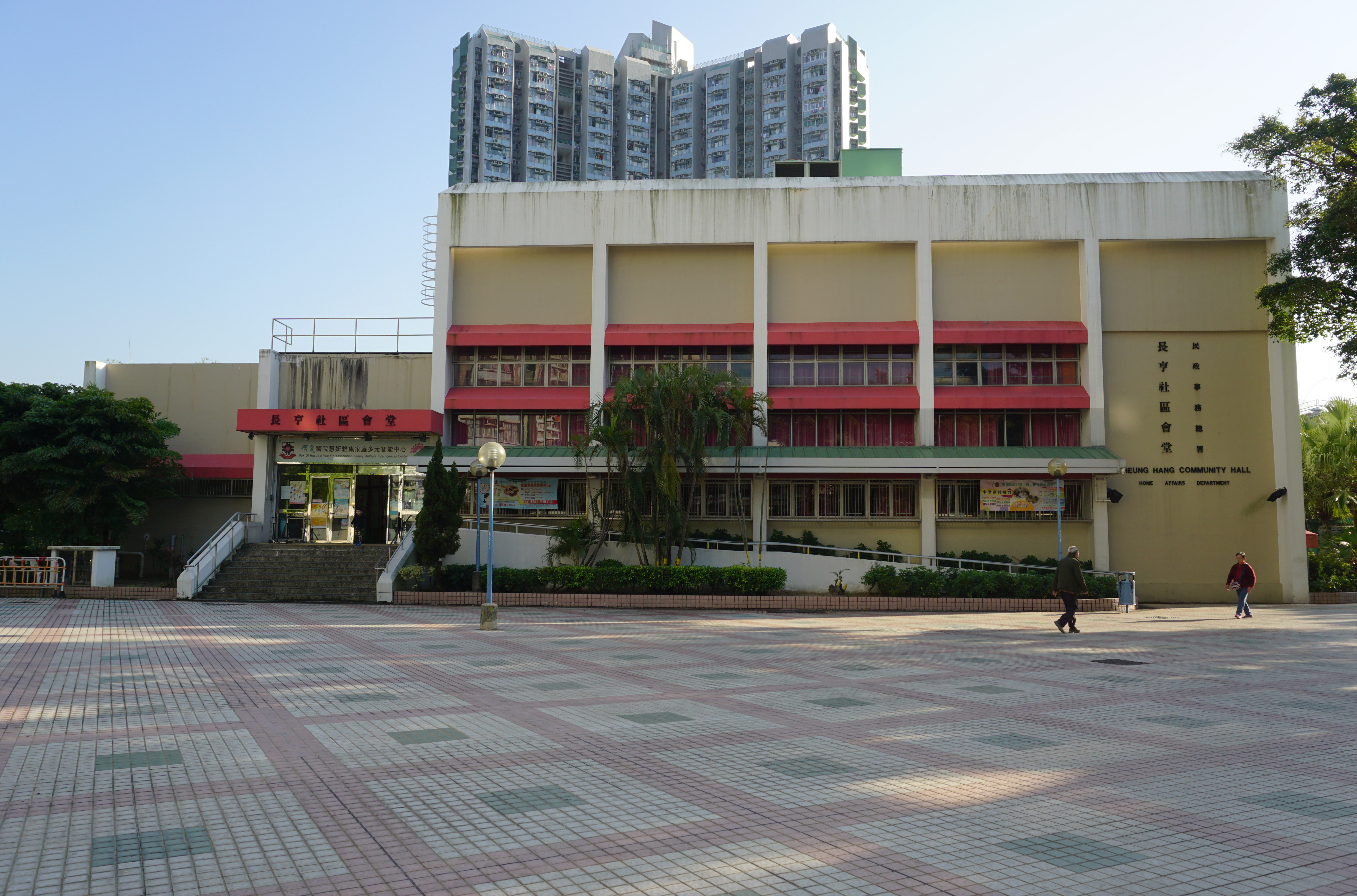
長亨社區會堂

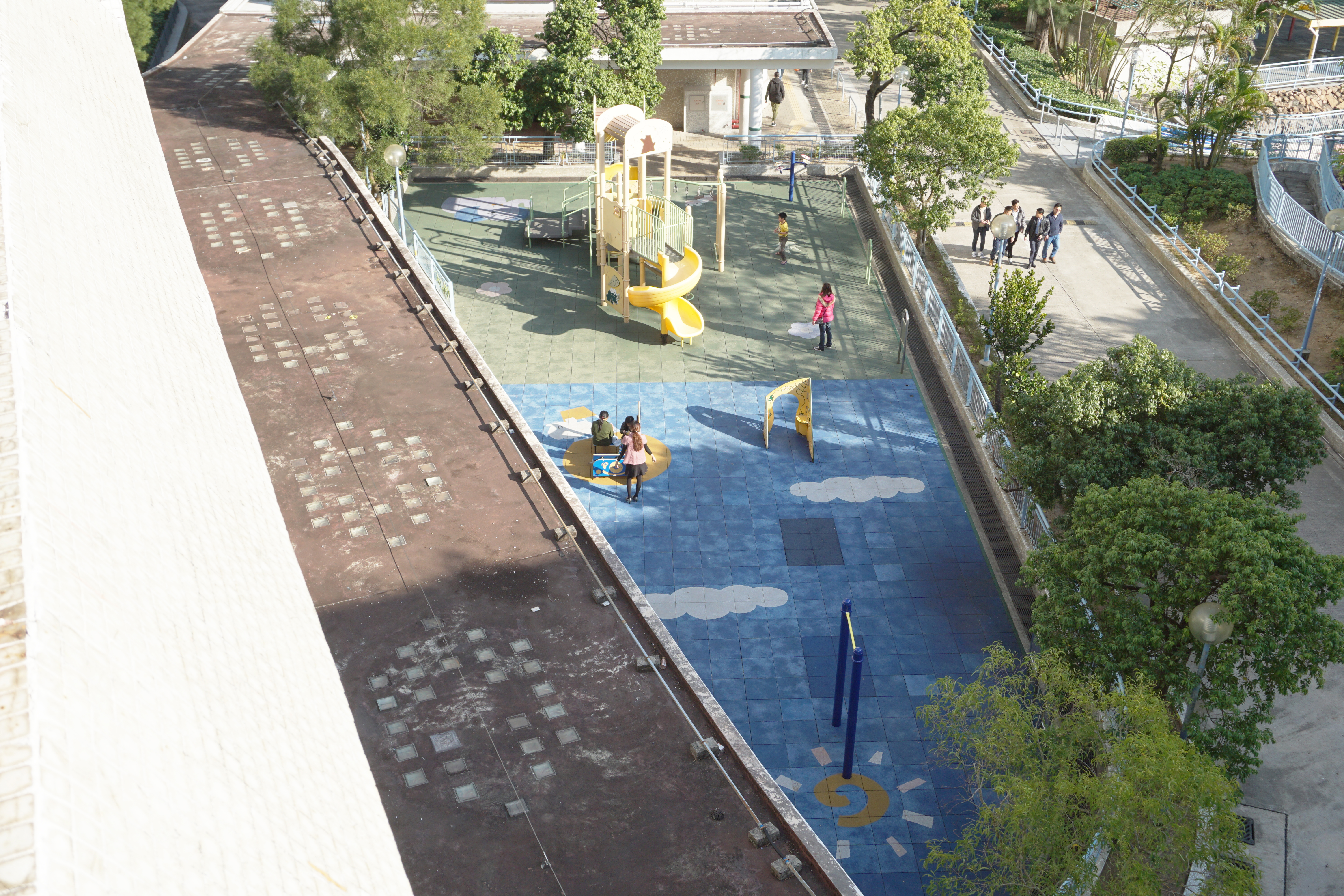
兒童遊樂場

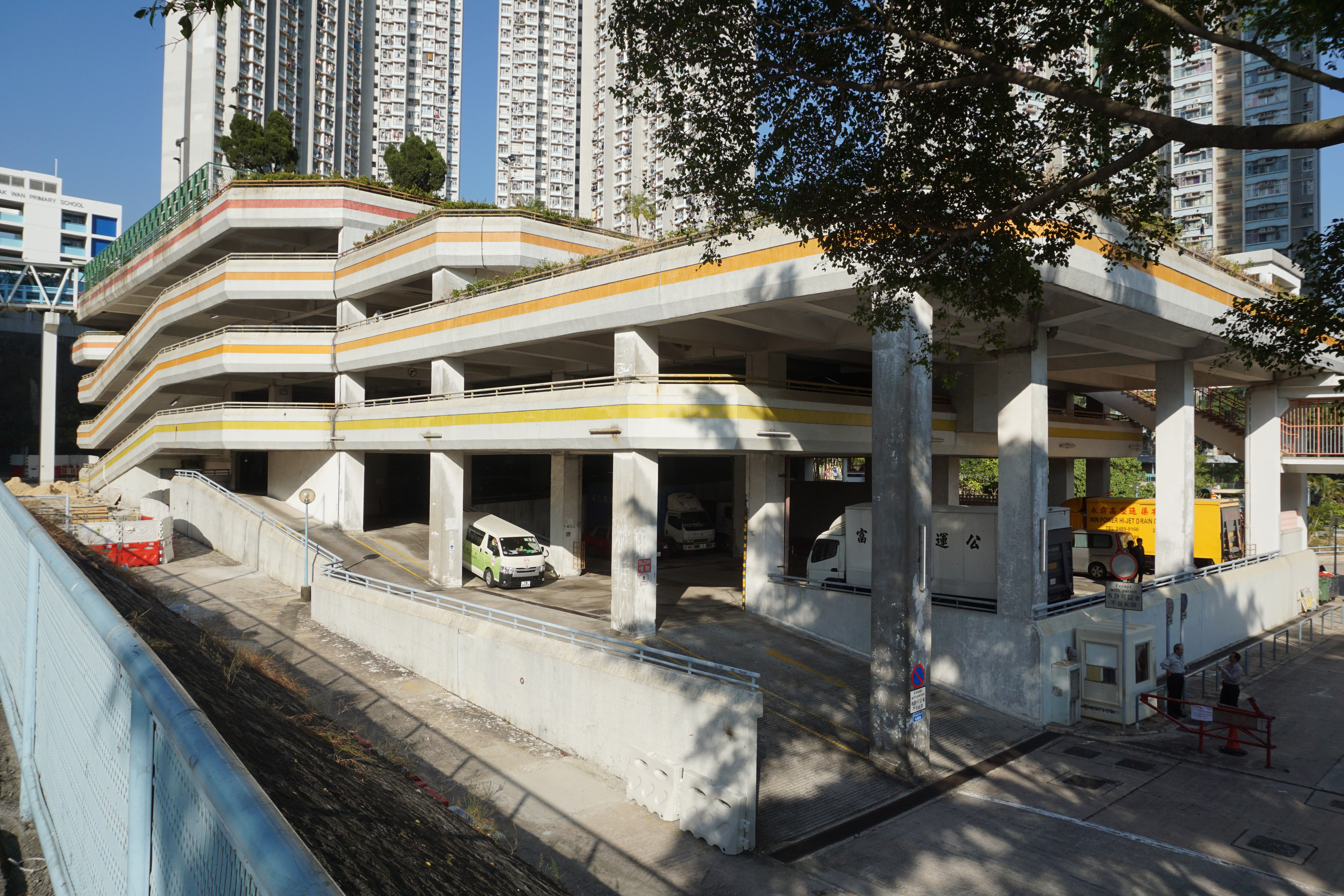
停車場

長亨邨建於寮肚路的山坡上，相比當時青衣其它的公共屋邨來說，地勢較高。
由於本邨第三期涉及挖掘山坡的工程，導致樓宇於1989年才開始興建，當年正值和諧式建築樓宇設計面世及獲得正式使用，有鑑於此，第三期的亨怡樓及亨俊樓便改用了和諧式大廈設計。由於這些樓宇是原本採用Y4型設計，同時開始了地基工程等理由，所以這些樓宇採用了與Y型相似的和諧二型，以節省興建時間。
基於屋邨內有樓宇採用和諧式大廈（不包括小型單位大廈）設計，就算邨內其他樓宇採用Y型大廈設計亦不予納入租者置其屋計劃的原則，故此本邨與天耀邨是香港僅有兩個擁有Y3型大廈而不作拆售的屋邨，也是八個未曾出售的Y型屋邨之一。同時，亨怡樓是全港唯一一座設有附翼大廈的和諧二型大廈。
長亨邨本身位置遠離青衣市中心，於本邨落成初期的對外交通頗為不便，但隨著機場的搬遷，青衣本身的對外交通得到改善。除了長亨巴士總站有多條巴士及小巴外，青衣西路還有多條巴士小巴線途經，前往香港各區。
本邨共有六座樓宇。值得一提是，房委會曾經在長宏邨開發計劃中，提議把長亨商場拆卸重建，並於原址增建多四座1999年版本新十字型大廈作居屋出售，但最後因本邨居民極力反對，擔心會增加邨內設施和交通的負荷及影響居住環境，加上2002年11月香港政府宣布停止興建居屋政策、是為「孫九招」，最後取消此項計劃。

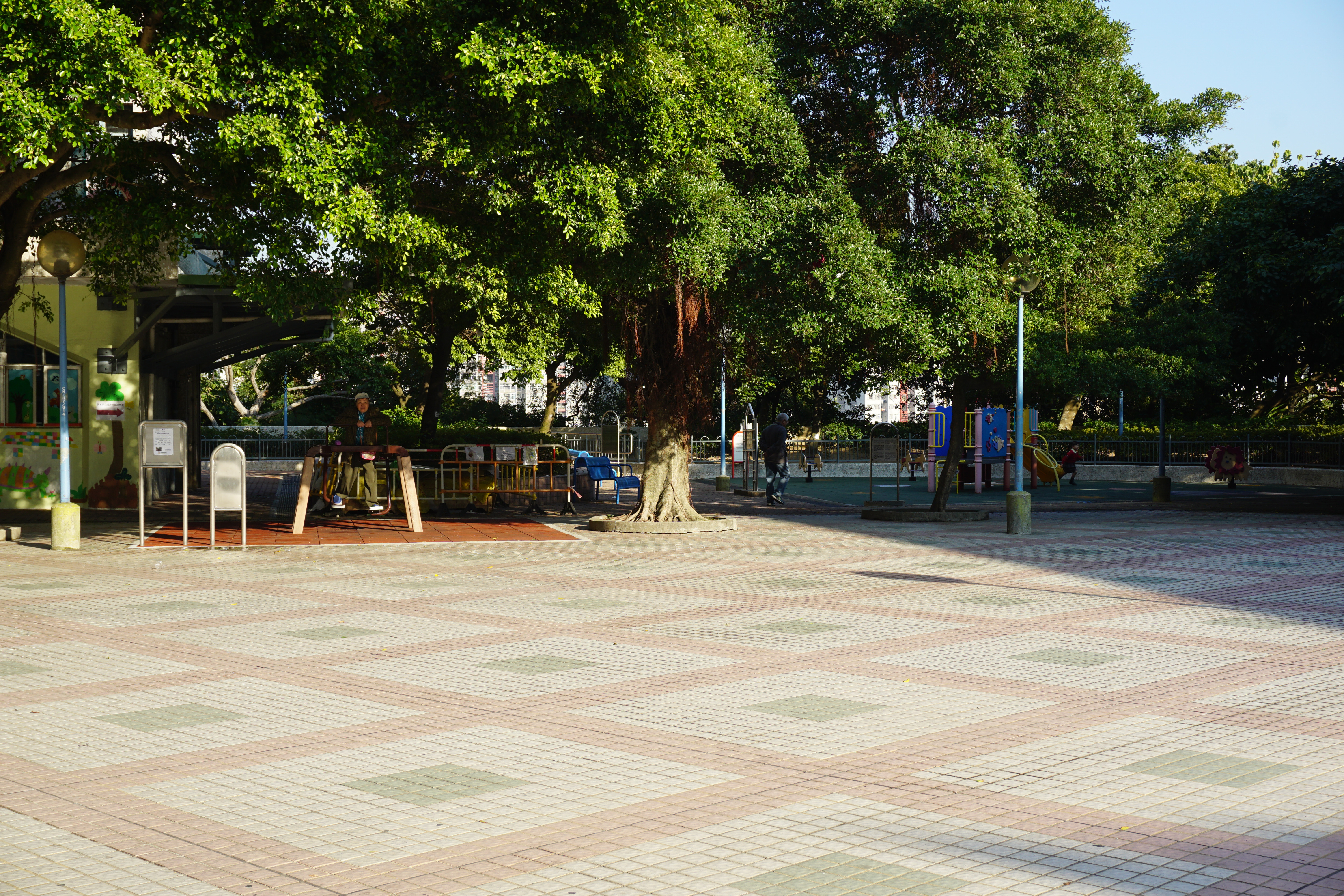
兒童遊樂場（2）
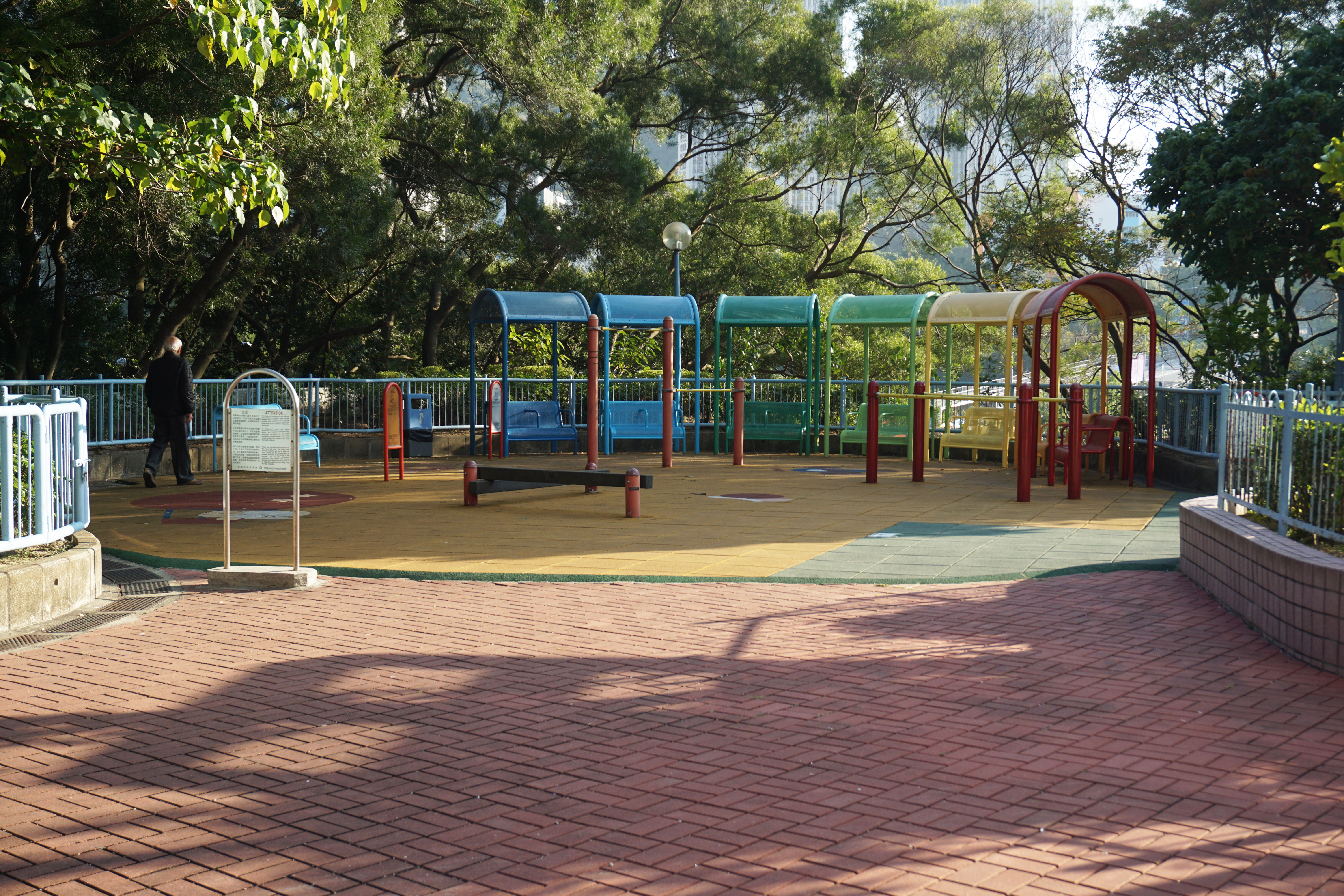
健體區

## 屋邨資料

### 樓宇
| 樓宇名稱（座號）           | 樓宇類型                                        | 落成年份 | 層數 | 每層伙數                              | 每座單位總數（伙） | 承建商                               | 提供升降機的廠商 | 期數 |
| -------------------------- | ----------------------------------------------- | -------- | ---- | ------------------------------------- | ------------------ | ------------------------------------ | ---------------- | ---- |
| 亨翠樓（第1座） （英語：Hang Chui House） | Y4型 （早期型設計）                             | 1990年   | 34   | 18                                    | （待補）           | 鴻運建築有限公司                     | 奧的斯           | 1    |
| 亨麗樓（第2座） （英語：Hang Lai House） | Y3型 （早期型設計）                             | 1990年   | 34   | 24                                    | （待補）           | 鴻運建築有限公司                     | 奧的斯           | 1    |
| 亨業樓（第3座） （英語：Hang Yip House） | Y4型 （早期型設計）                             | 1990年   | 34   | 21                                    | （待補）           | 新福港營造有限公司                   | 日立             | 2    |
| 亨緻樓（第4座） （英語：Hang Chi House） | Y4型 （早期型設計）                             | 1990年   | 34   | 21                                    | （待補）           | 新福港營造有限公司                   | 日立             | 2    |
| 亨俊樓（第5座） （英語：Hang Chun House） | 和諧二型第三款 （第一代）                       | 1994年   | 36   | 18（2-4樓） 20（19樓） 21（其餘樓層） | （待補）           | 鴻運建築有限公司 （於1991年1月動工） | 通力             | 3    |
| 亨怡樓（第6座） （英語：Hang Yee House） | 和諧二型第一及四款（第一代） 連和諧附翼大廈三型 | 1995年   | 36   | 15（2-4樓） 17（19樓） 21（其餘樓層） | （待補）           | 鴻運建築有限公司 （於1991年1月動工） | 通力             | 3    |

1. ↑  樓宇名稱與大埔富亨邨其中一座Y3型大廈相同，是全港芸芸屋邨其中一個例子。
2. 1 2  設有供1-2人入住的「劏房」，主要編配予長環臨時房屋區拆卸計劃的受影響居民。

### 商場
長亨商場樓高4層，樓面面積60,543平方呎，屬長亨邨第一期，於1990年落成。2017年11月30日，領展出售物業予以基滙資本為首的財團，之後進行翻新工程。

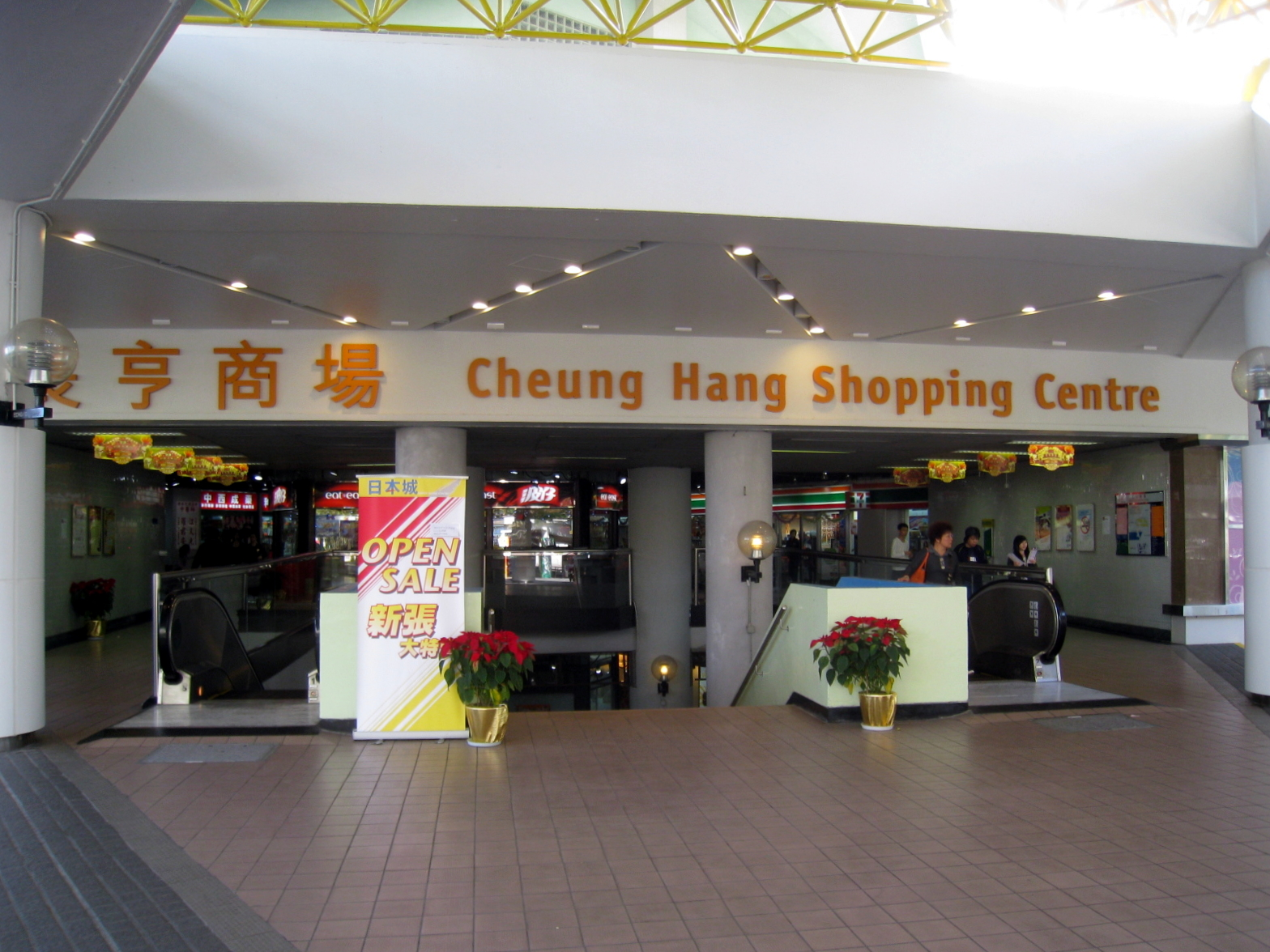
商場入口（2008年）
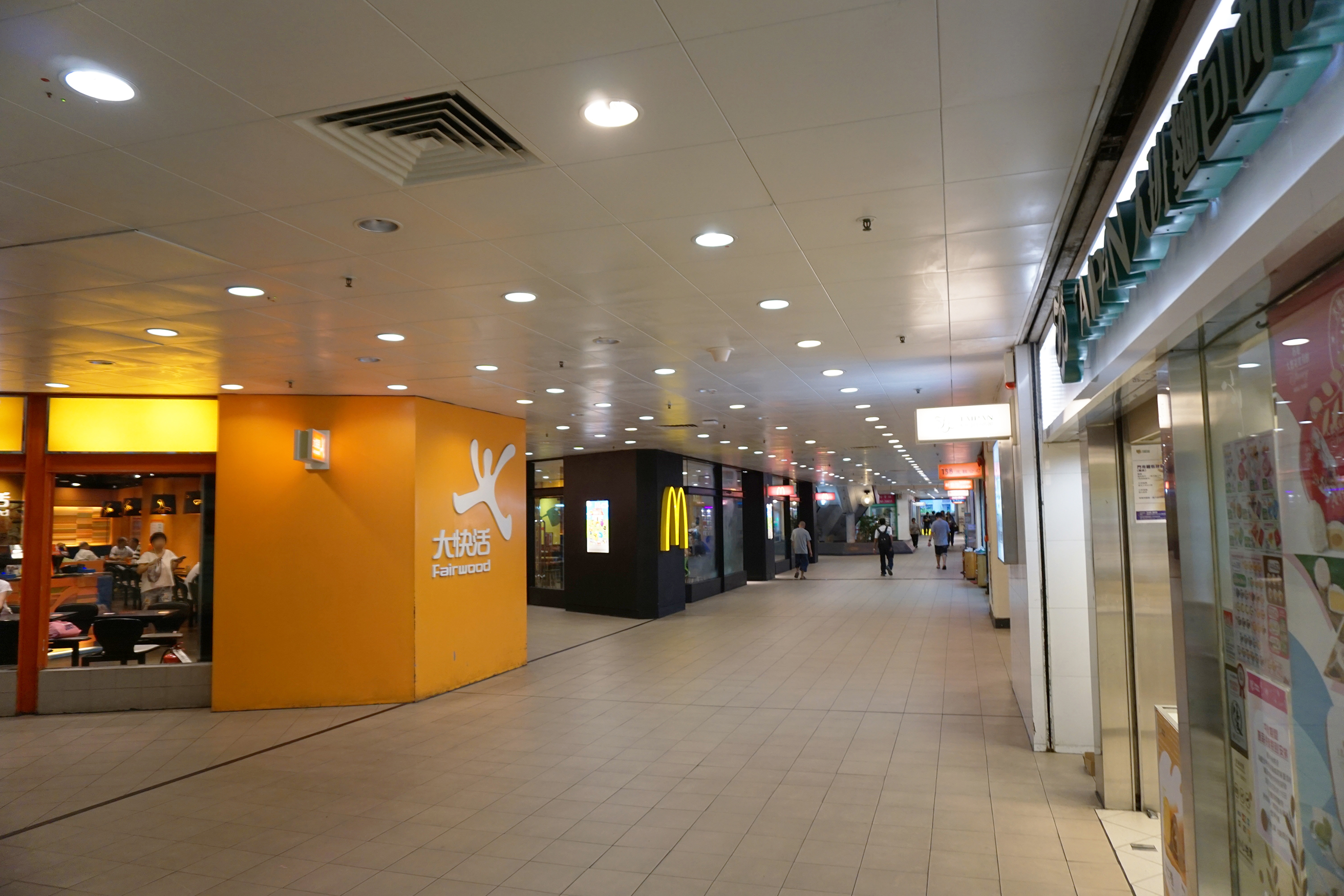
低層一樓
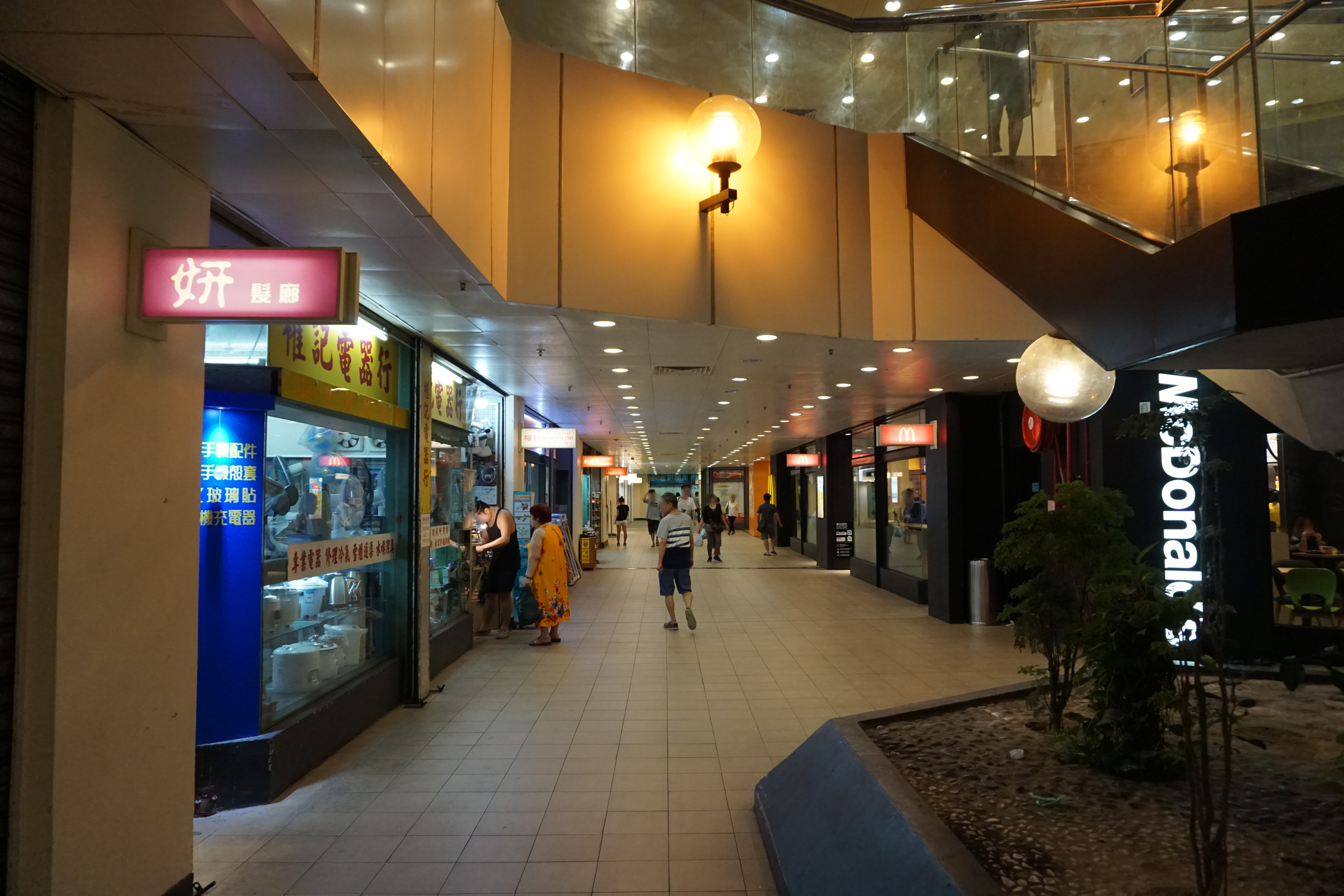
低層一樓（2）
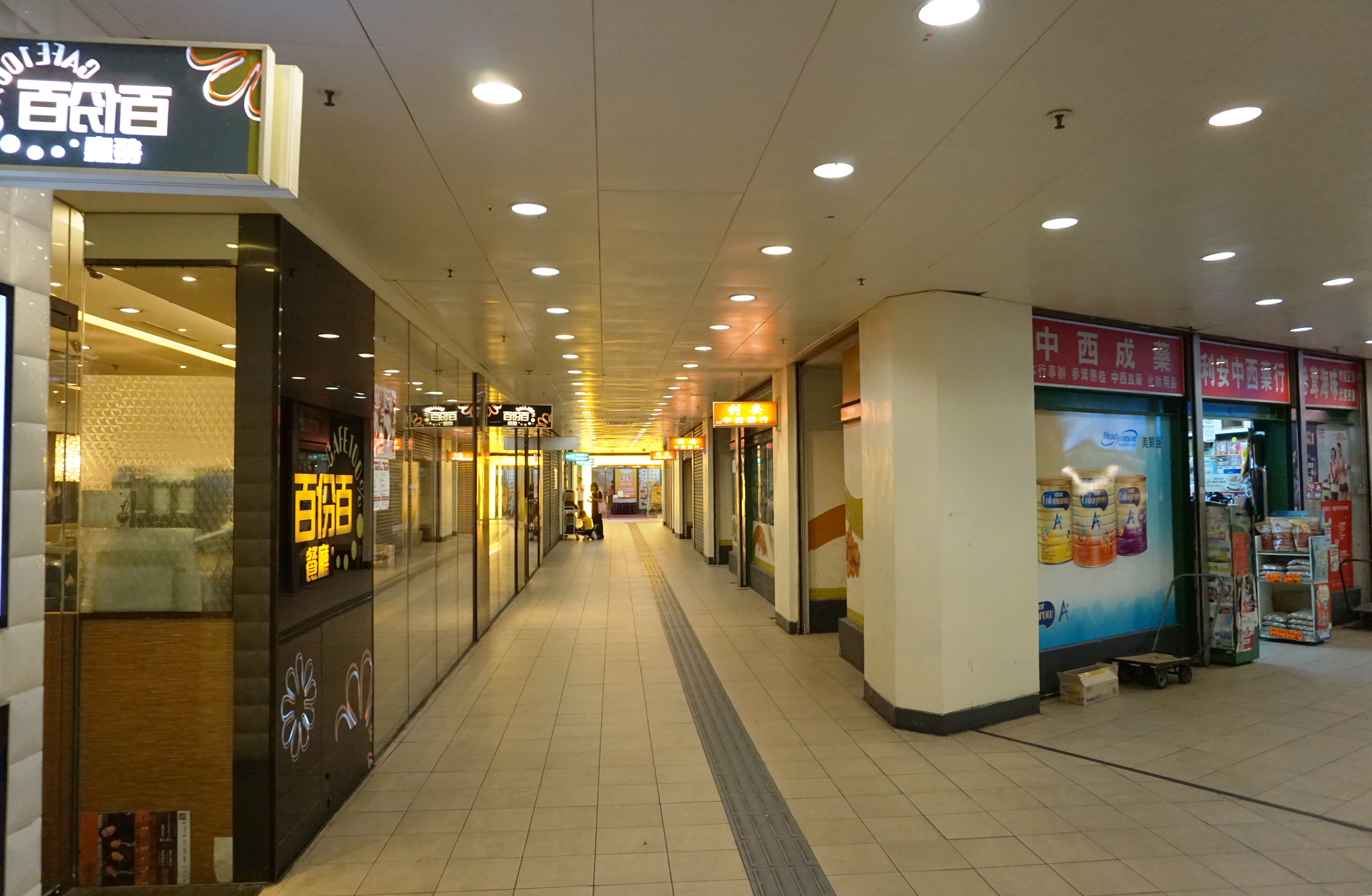
地面
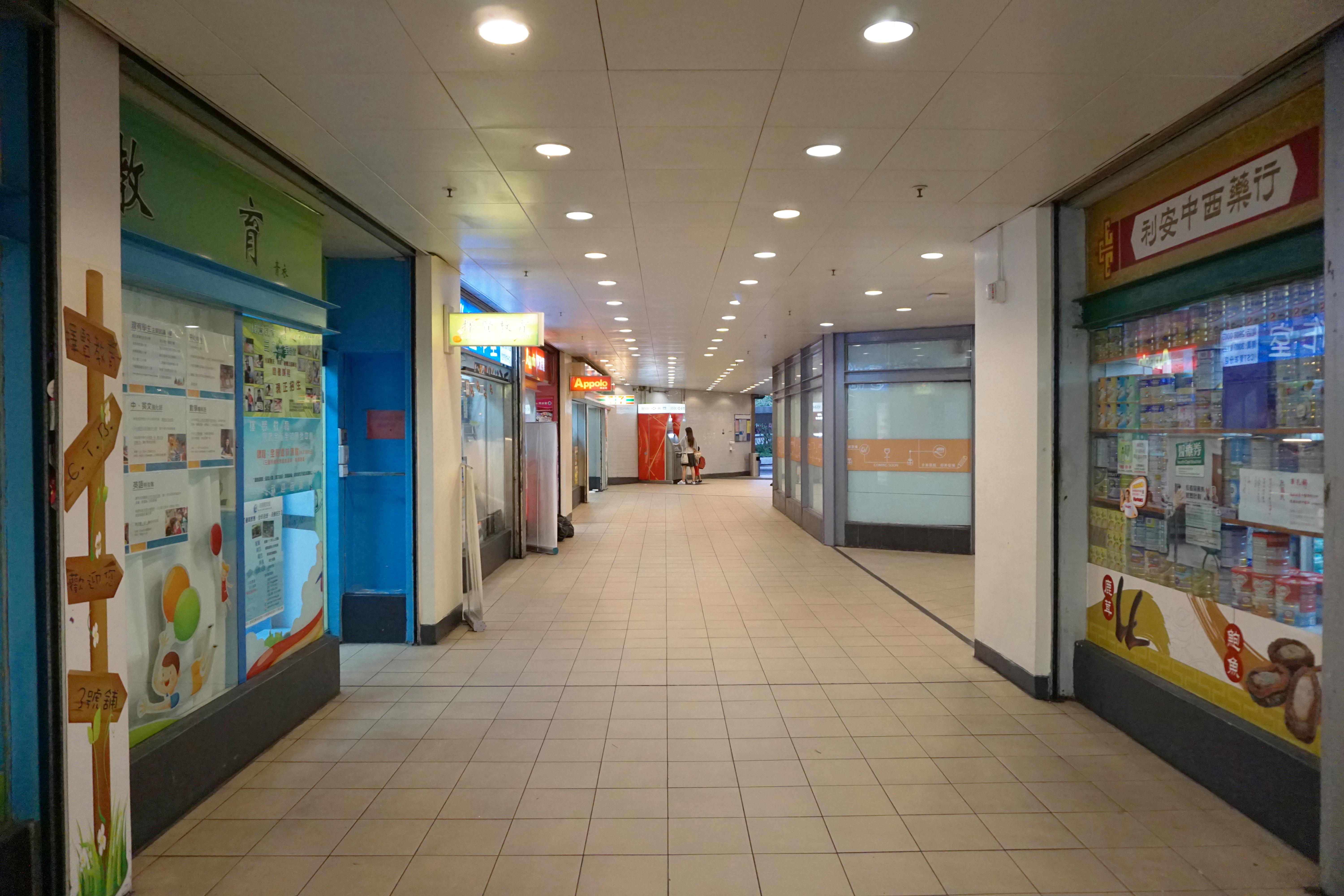
地面（2）

### 街市
2017年1月，領展將青衣長亨街市外判予光亮實業，於同年10月1日開始翻新，工程於2018年1月底前完成。有商戶表示租金由現時的3,000元月租加至23,000元是難以負擔，決定結業。有年輕的居民手繪街市地圖，希望為這個充滿記憶的地方能喚起市民的關注。

#### 鮮薈市場·長亨（翻新後）

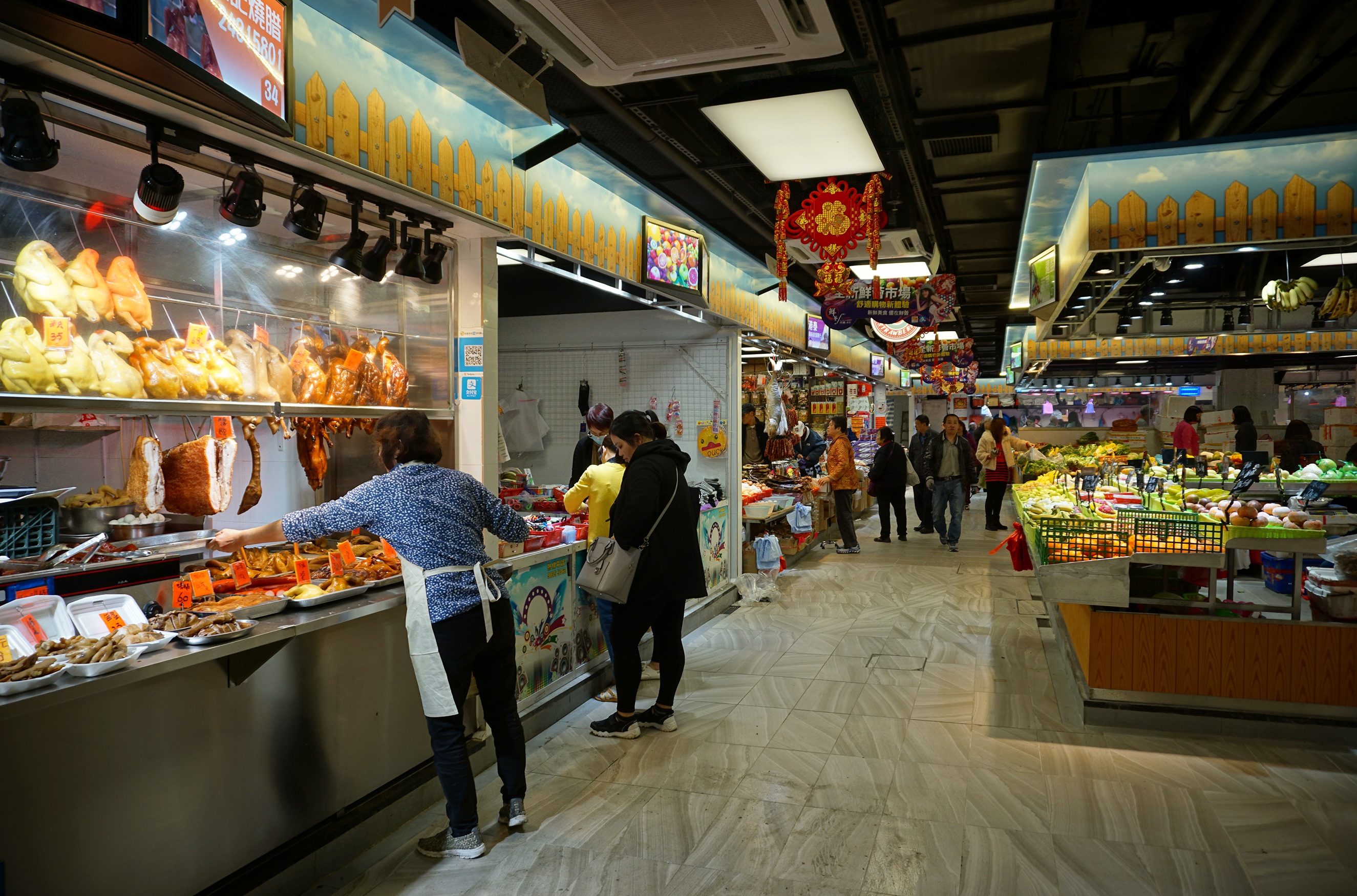
燒味檔、藥房及水果檔
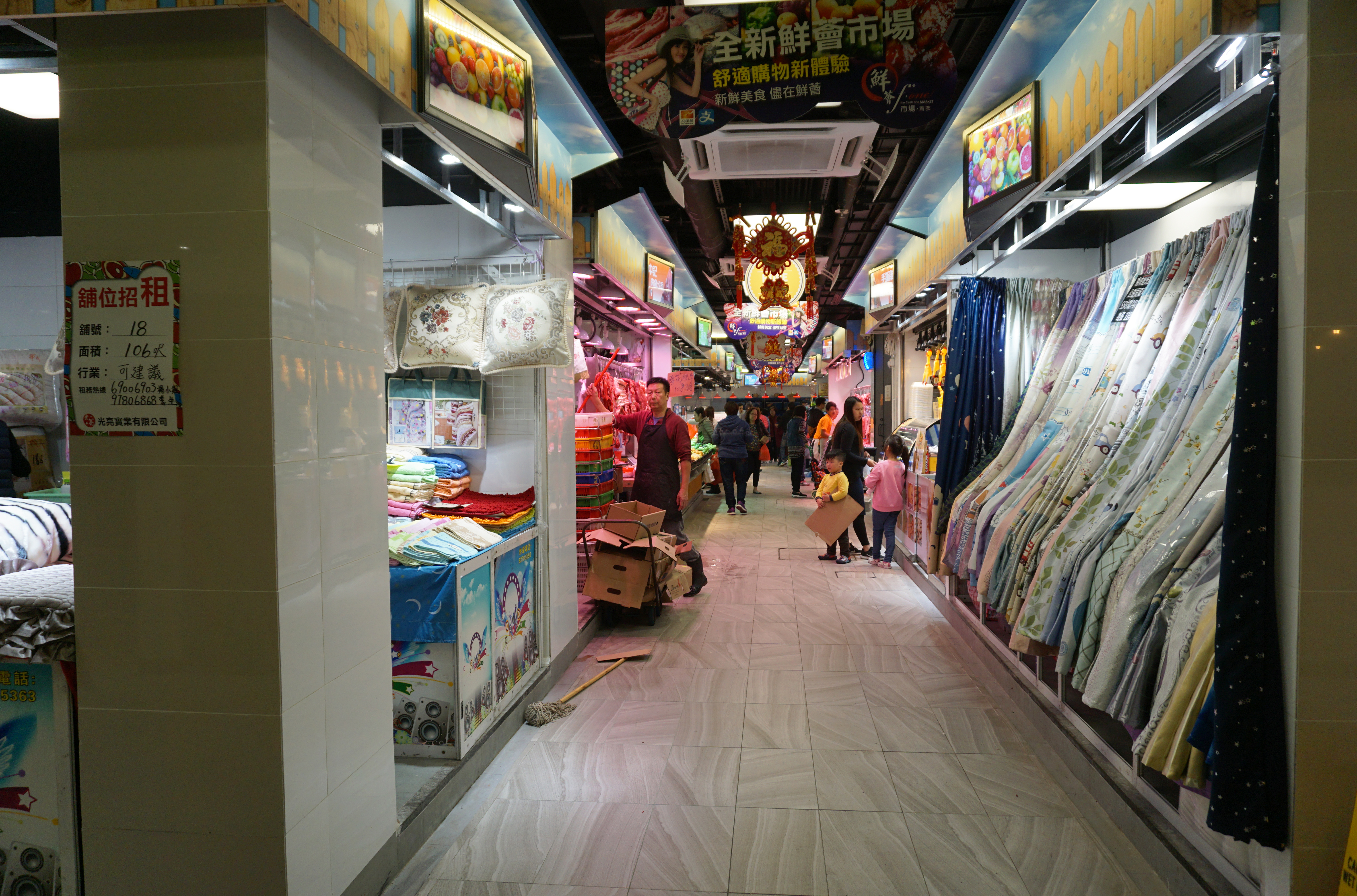
窗簾與床上用品店、鮮肉檔
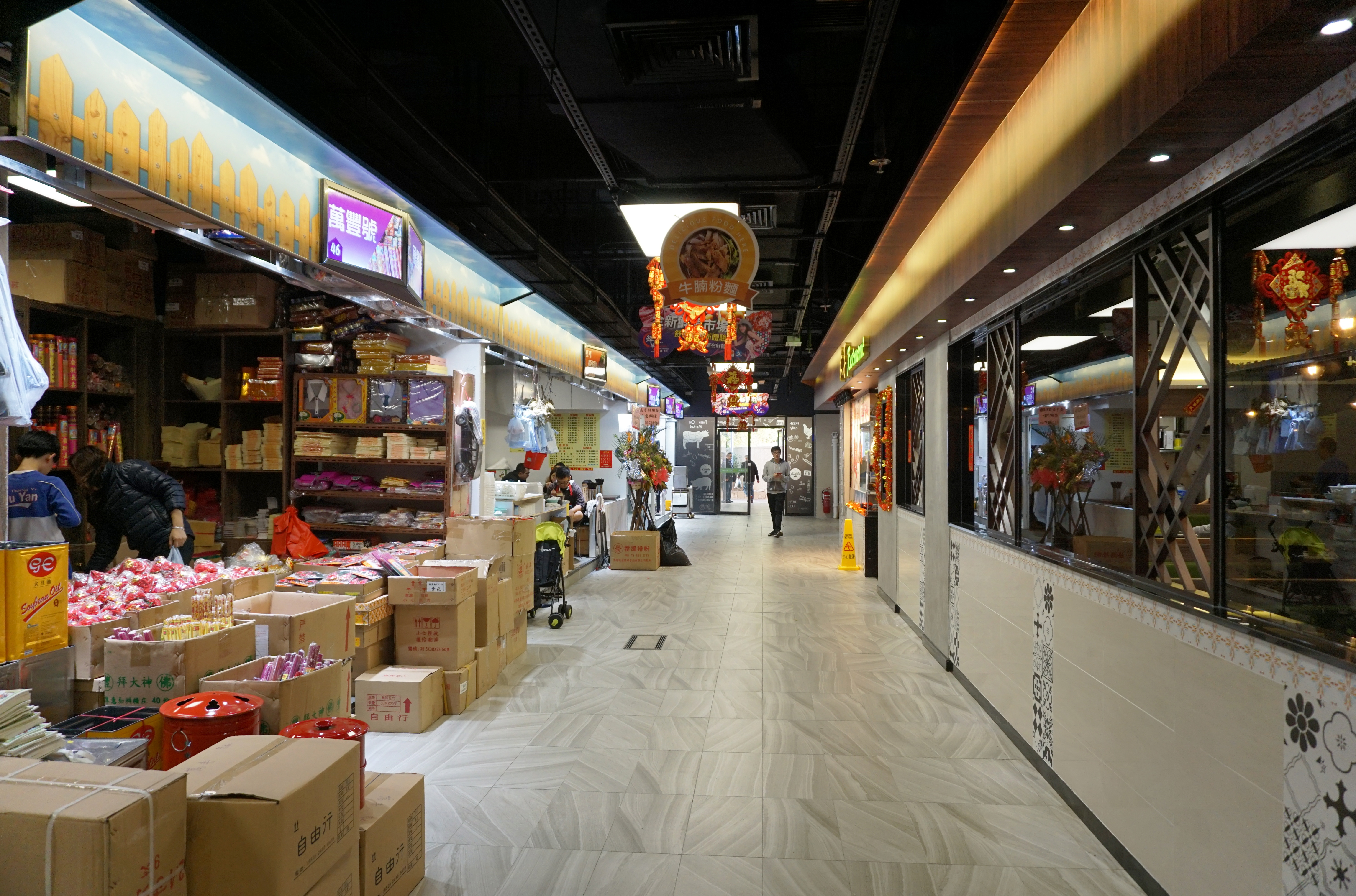
香燭祭品店及食肆
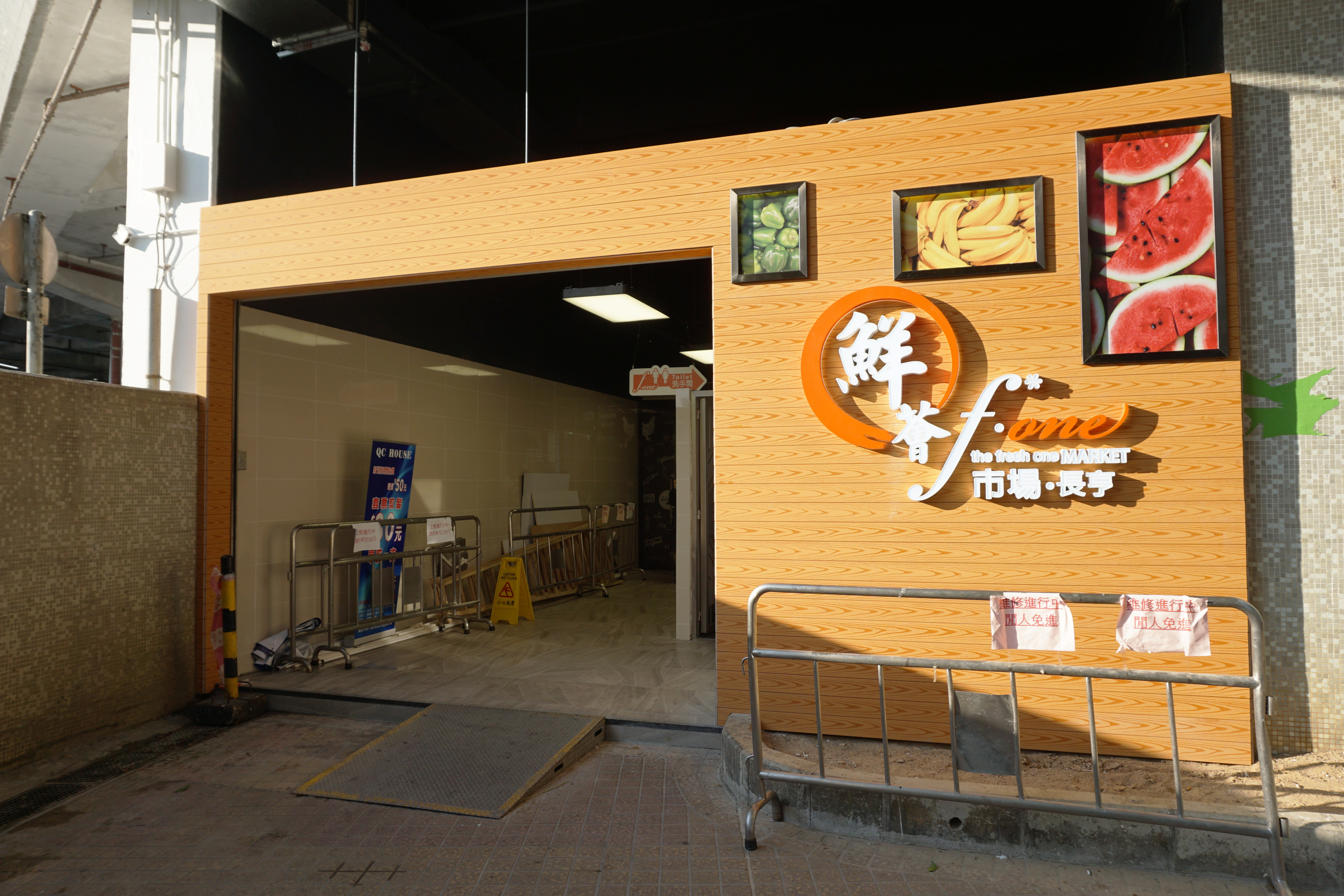
入口

#### 長亨街市（翻新前）

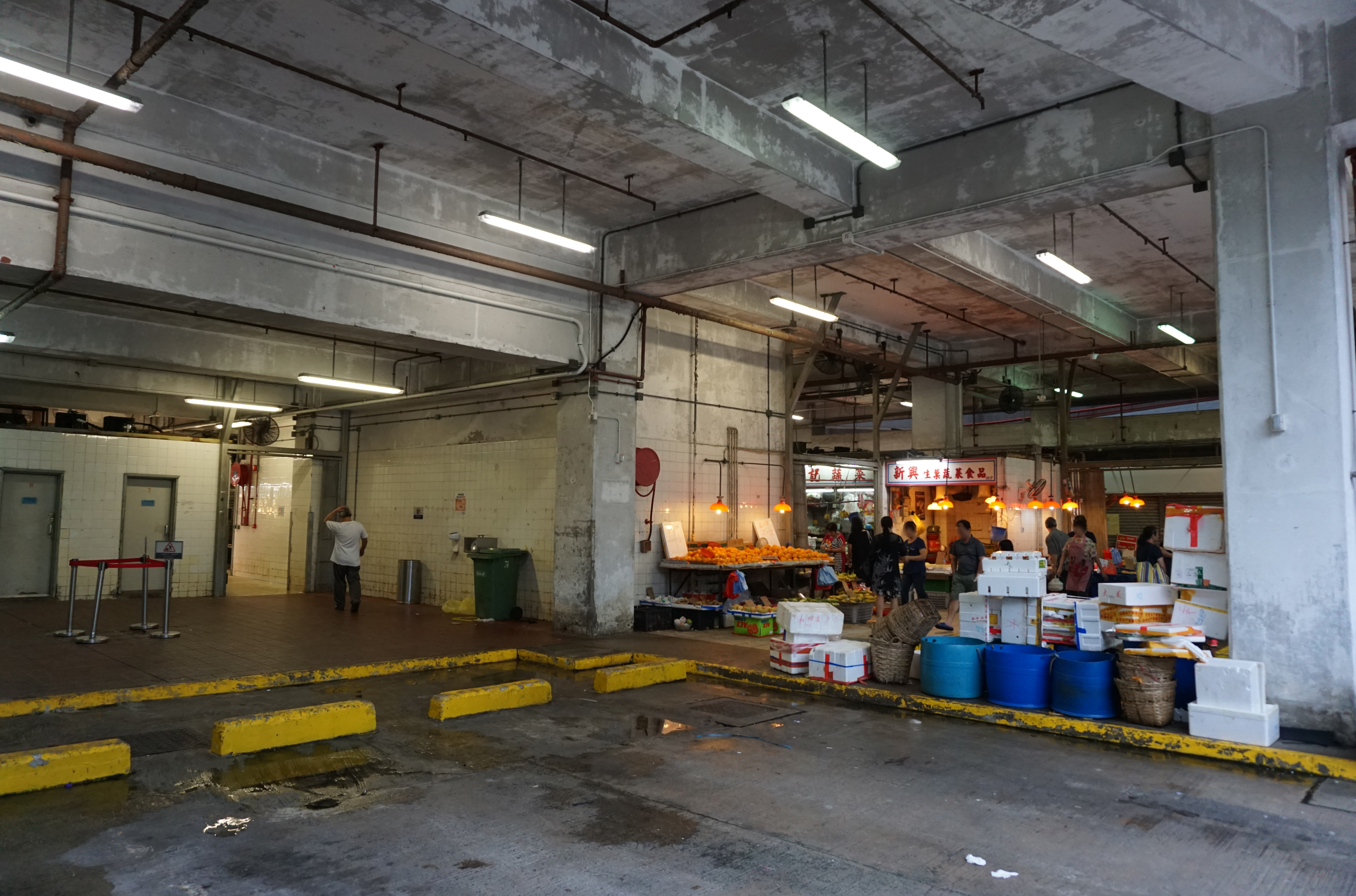
水果檔
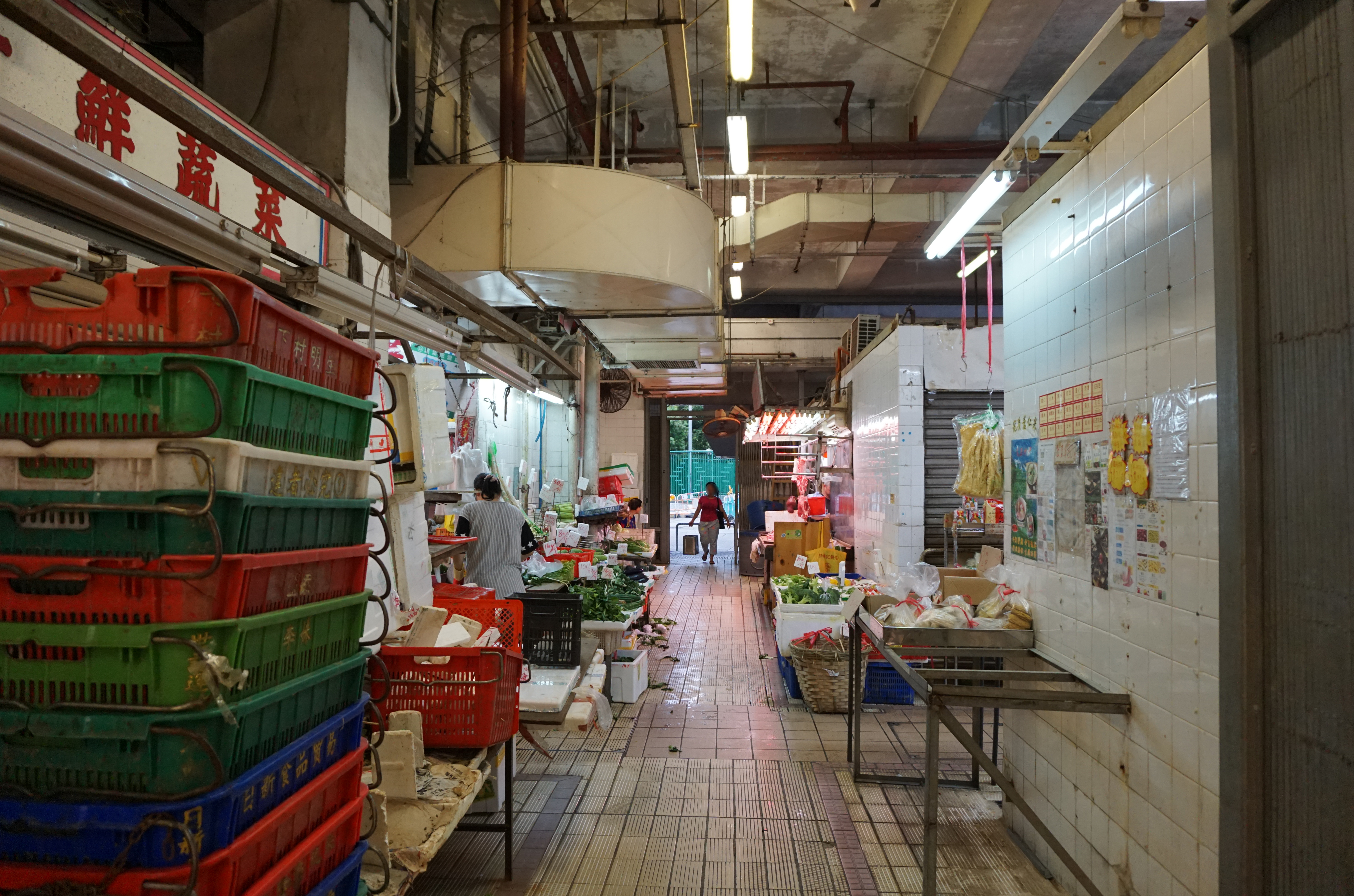
菜檔及肉檔
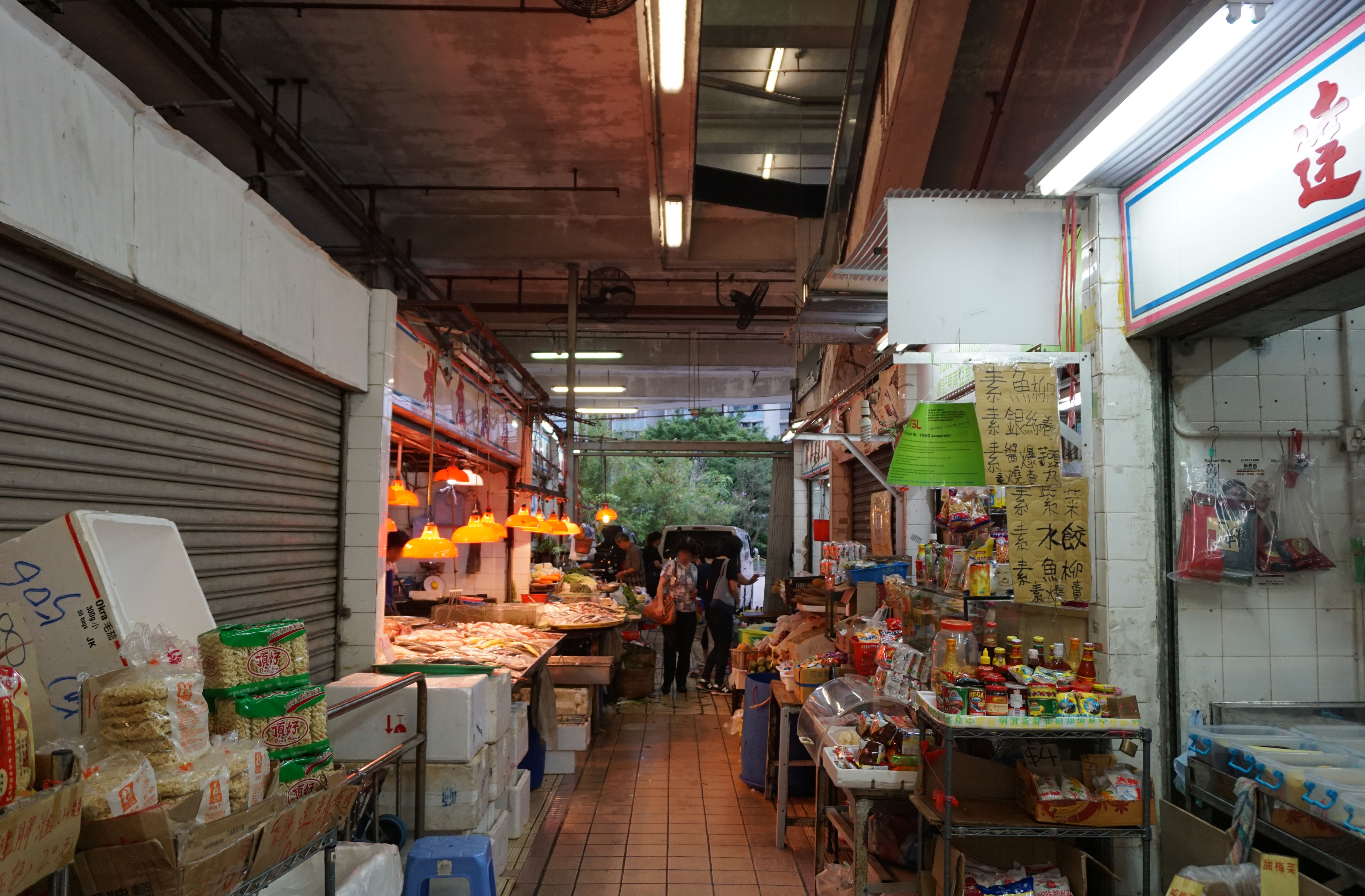
魚檔及東南亞食品店
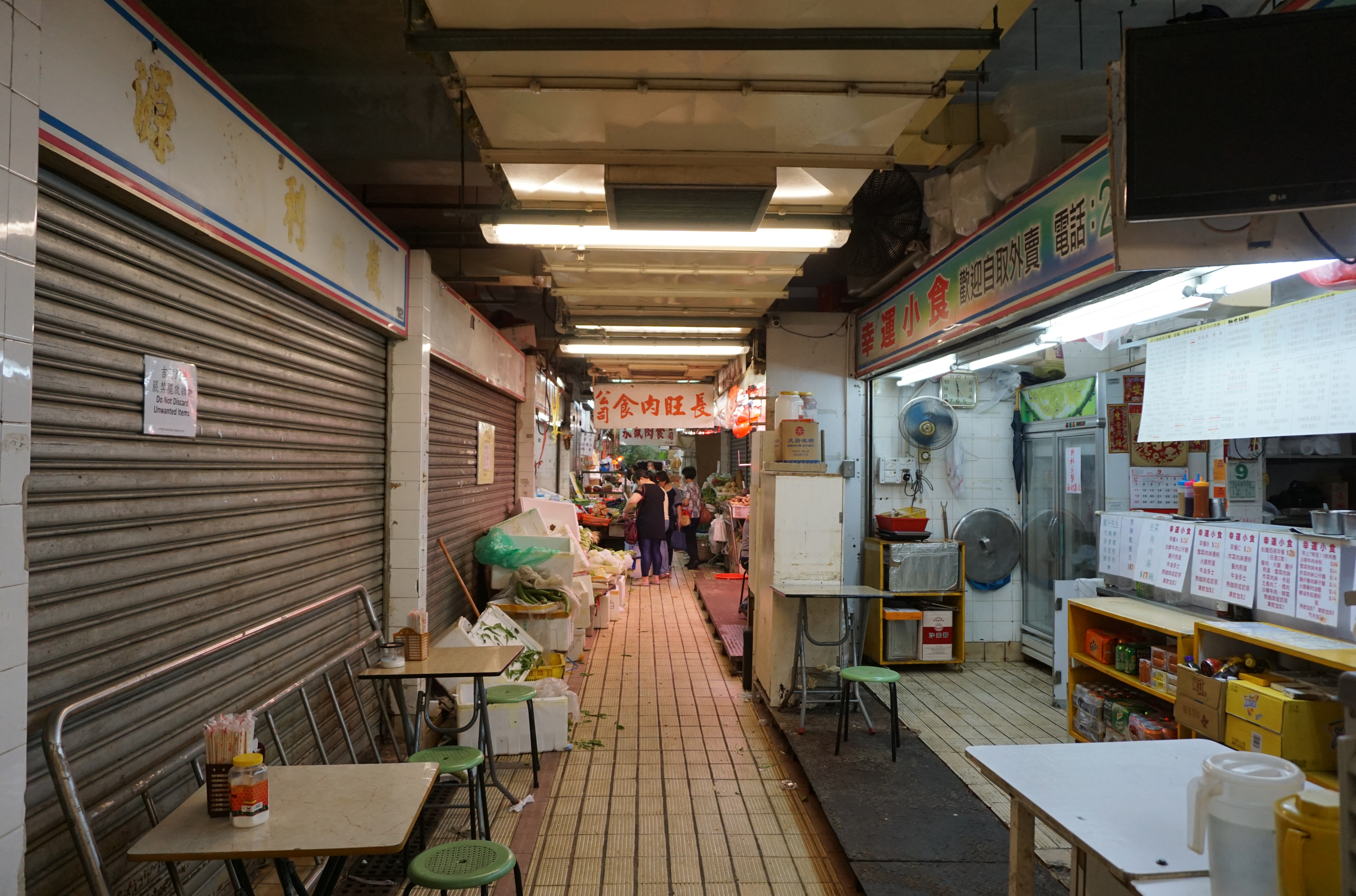
小食店

## 教育及福利設施

### 幼稚園
- 仁濟醫院九龍崇德社幼稚園 （1991年創辦）（位於長亨邨亨業樓A翼及B翼地下）

已結束
- 青衣鄉事委員會幼稚園（1990年創辦）（位於長亨邨亨翠樓地下A-B翼）
- 新界天心中英文幼稚園（1991年創辦）（位於長亨邨亨緻樓地下）

### 小學
- 聖公會何澤芸小學（1974年創立，1993年遷入現址）

### 青少年綜合服務
- 香港小童群益會賽馬會長亨青少年綜合服務中心 （位於長亨邨亨怡樓地下）

### 綜合家居照顧服務
- 香港家庭福利會 新界(長亨)分會（位於長亨邨亨業樓地下）

### 長者綜合服務
- 張慶華慈善基金長亨復康中心（位於長亨邨亨緻樓地下）

### 長者鄰舍中心
- 基督教宣道會長亨長者鄰舍中心 （位於長亨邨長亨商場LG301室）
- 基督教宣道會長亨長者鄰舍中心 （位於長亨邨亨俊樓B翼地下11室）

### 精神健康綜合社區中心
- 浸信會愛羣社會服務處 樂心匯 （位於長亨邨亨緻樓地下）

## 重大事件
2019年7月1日，鄭松泰於立法會七一衝突衝擊中事件案之下，立法會大樓被示威者衝擊及被闖入，並破壞樓內設施三小時，又對於呀鄭松泰來説「二樓有狗、小心啲：我上去！二樓有狗！你哋自己要小心」之後就記者唔好阻住呀！不過，砌生豬肉便又再可以剪埋一齊加句VO話我帶路，就算有嗮直播一定都可以做我。他在立法會大樓內涉嫌串謀摧毀或損壞財產後，並當日涉嫌串謀刑事毁壞，然而，目前之後被捕，同年8月30日為流浮山出席狗場活動前被警方拘捕；表示與被扣留調查後在翌日（8月31日）才獲准以兩千元現金收據保釋而且由外出而其位於青衣的辦事處前門被人擲石破壞，海報和橫額被扯下，警方拘捕熱血公民主席兼立法會議員鄭松泰現位於青衣長亨邨議員地區辦事處，大批市民以及示威者衝亂，例如包括有和等人青衣位置的長青邨辦事處前面門口中間被人擲石磚仔、海報和橫額被扯下已大肆破壞，之內涉嫌的「串謀刑事毀壞」，其後在首領隊黃洋達表示：先被送往就是及天水圍警署，後轉往大埔警署已獲准保釋候查。

## 外部連結
- 房委會物業位置及資料 長亨邨 （页面存档备份，存于）
- 荃葵青交通總站巡禮 - 長亨及長宏(1) （页面存档备份，存于）